# C. K. Raut
Chandra Kant Raut (en nepalí: चन्द्रकान्त राउत), conocido popularmente como CK Raut, es un miembro del Parlamento de Nepal, ingeniero informático, ex programador de Defensa de los Estados Unidos, autor, político y activista. Obtuvo una medalla de oro en la Licenciatura en Ingeniería de la Universidad Tribhuvan. Participó activamente en la Alianza por el Madhesh Independiente, que pretendía establecer un país independiente para el pueblo Madhesi.Sin embargo, se rindió ante el Estado nepalés en 2018 y optó por participar en la política dominante. En las elecciones generales nepalesas de 2022, fue elegido miembro de la Cámara de Representantes o Pratinidhi Sabha.
En el pasado, el Gobierno de Nepal lo sometió frecuentemente a arresto domiciliario.Al abandonar las pretensiones de lograr un país Madheshí independiente formó el Partido Janamat en 2019.

## Primeros años de vida
Raut nació en la aldea de Mahadeva del distrito de Saptari de Nepal. Fue a la escuela primaria en su pueblo y a la escuela secundaria en la escuela secundaria Laxmi Ballav Narsingh en Babhangama Katti. Digitalizó la fuente Tirhuta (Sistema de escritura Maithili). Continuó sus estudios en la Universidad de Tribhuvan (Nepal), la Universidad de Tokio (Japón) y la Universidad de Cambridge (Reino Unido). Recibió el Premio al Joven Ingeniero Nepalés, Mahendra Bidhya Bhusan, la Medalla de Oro Kulratna y el Premio Trofimenkoff al Logro Académico.

## Vida política

### Alianza por el Madhesh Independiente
Raut fue presidente y miembro fundador de la Alianza por el Madhesh Independiente, que en su manifiesto se describió a sí misma como una coalición de pueblos Terai discriminados por la civilización Pahadi. Se componía de personas de diversas subetnias, activistas, partidos y diversas organizaciones que están trabajando para establecer un Madhesh independiente. Aunque se creó en 2007, no anunció su manifiesto hasta una conferencia de prensa en Katmandú el 21 de mayo de 2012. El manifiesto afirma que el principal objetivo de la alianza es lograr la independencia de Madhesh por medios pacíficos y no violentos. También ha exigido el fin del racismo, la esclavitud y la discriminación impuesta al pueblo nepalí de origen madheshi por el pueblo pahadi. Afirma tener tres pilares: Madhesh independiente de Nepal, medios pacíficos y no violentos, y un sistema democrático.

### Arresto
El 13 de septiembre de 2014, el Gobierno de Nepal arrestó a Raut por motivos de sedición después de pronunciar un discurso en una reunión de santhals, una población indígena de Nepal, en su festival anual. Después de su arresto, Raut comenzó a ayunar en señal de protesta, argumentando que el gobierno estaba violando su derecho a la libertad y a la expresión.Posteriormente fue hospitalizado el 25 de septiembre tras quejarse de fuertes dolores de estómago. El vicepresidente del Congreso nepalí, Ram Chandra Poudel, la ministra de Información y Comunicaciones , Minendra Rijal, y el ministro de Agricultura, Hari Parajuli, visitaron a Raut en el hospital para instarle a que pusiera fin a su ayuno. Raut puso fin a su ayuno el 1 de octubre, después de 11 días, a petición del gobierno nepalés y su compromiso de respetar la libertad de expresión. La Fiscalía presentó un caso de sedición ante el Tribunal Especial el 8 de octubre.

### Discurso en Biratnagar
El 3 de enero de 2015, Raut fue arrestado nuevamente mientras daba un discurso en la universidad. Muchos seguidores resultaron heridos tras un enfrentamiento con la policía. También resultaron heridos una docena de policías. Los partidarios de Raut afirmaron que la policía había hecho un empleo desproporcionado de la fuerza y que no le permitieron que fuera hospitalizado por las heridas sufridas durante el enfrentamiento.

### Formación del partido Janamat
Raut abandonó el movimiento secesionista el 8 de marzo de 2019 firmando un acuerdo con el primer ministro KP Sharma Oli.Posteriormente, Raut formó el Partido Janamat el 18 de marzo de 2019.

## Desempeño electoral

### Elecciones generales nepalesas de 2022
| Candidato     | Fiesta                     | Votos  | Resultado |
| ------------- | -------------------------- | ------ | --------- |
| CK Raut       | Partido Janamat            | 35.042 | Victoria  |
| Upendra Yadav | Partido Socialista Popular | 16.979 | Derrota   |

## Apoyo internacional
Human Rights Watch, con sede en la ciudad de Nueva York, emitió la declaración sobre el arresto y posterior presentación de cargos de sedición contra Raut.
La Comisión Asiática de Derechos Humanos declaró que todos los derechos a la libertad de expresión, movimiento, reunión pacífica y asociación son derechos fundamentales de todos los seres humanos en todas partes, como también lo exige la Declaración Universal de Derechos Humanos de las Naciones Unidas, de la que Nepal es miembro. Como firmante, se espera el reconocimiento y la garantía de los derechos mencionados por parte del Estado y sus agencias. La CADH instó al gobierno de Nepal a liberar inmediatamente al Dr. Chandra Kant Raut. La CADH creía que se podían dar posibles torturas, acoso y otros malos tratos durante su arresto arbitrario por parte de la policía de Morang.Amnistía Internacional también escribió una carta al Ministro del Interior de Nepal, exigiendo la liberación de Raut.

## Libros y películas
1. मधेश स्वराज / Madhesh Swaraj
2. मधेश का इतिहास / Una historia de Madhesh [9]
3. वीर मधेशी / Bir Madheshi
4. वैरागदेखि बचावसम्म (आत्मकथा) [Denegación a la defensa] [16]
5. Budas negros: los madheshis de Nepal (documental)

## Críticas
Raut es duramente criticado por sus pasados movimientos secesionistas. A menudo se le considera un elemento peligroso activo en el debilitamiento de la soberanía nacional y un individuo controvertido que crea profundas divisiones entre las comunidades madheshi y pahadi . También es criticado por quienes no han dejado de buscar la independencia de Madhesh, entre otros, su aliado más confiable, Kailash Mahato y otros miembros de la antigua Alianza por el Madhesh Independiente, que lo abandonaron después de que Raut renunció la agenda central del Madhesh libre.